# ويليام كليف
ويليام كليف هو شاعر بلجيكي، ولد في 27 ديسمبر 1940 في Gembloux ‏ في بلجيكا.